# Frédérick Tristan
Jean-Paul Frédéric Tristan Baron, conocido como Frédérick Tristan (Sedan, Ardenas, 11 de junio de 1931- Dreux, 2 de marzo de 2022) fue un escritor y poeta francés. También es conocido con los seudónimos de Danielle Sarréra y de Mary London. En 1983 ganó el premio Goncourt con la novela Les Égarés (Los extraviados).

## Biografía
Obligado a continuar el negocio de máquinas textiles de su padre, Jean-Paul Baron publicó, en 1948, Orphée assassiné, librito de poesía con el seudónimo de Frédéric Tristan, en el que muestra sentirse agobiado por la industria. En 1952, participa en el grupo "Recherches graphiques", un grupo de diseñadores gráficos e impresores de arte reunidos alrededor del maestro Joël Picton. 
Sus obras gráficas, entre abstracción y onirismo, se exponen en la UNESCO y en el IMEC (Institut mémoires de l'édition contemporaine).
Animado por André Breton y Albert Camus, continúa escribiendo hasta encontrar el éxito con Le Dieu des mouches, en 1959, con Grasset, y Naissance d'un spectre, en 1969. Por razones profesionales, viaja varias veces al Extremo Oriente, y esa influencia, sobre todo de China, se nota en sus obras Le Singe égal du ciel, de 1972 o La Cendre et la foudre, de 1982.
En 1983, gana el Gongourt con Les Egarés (Los extraviados), por primera vez publicado por una editorial desconocida, Balland. En la novela, un escritor conoce a otro hombre y decide publicar su libro con un seudónimo bajo el que se presente su amigo. El éxito y la fama se convierten en algo desbordante; mientras, el verdadero escritor sigue las peripecias de Chesterfield, su creación, que consigue incluso el premio Nobel.
Entre 1983 y 2001, Frédérick es profesor de iconografía paleocristiana y renacentista en el ICART de París. En 2000 aparecen una serie de entrevistas con Jean Luc Moreau, realizadas entre 1989 y 1999 en las que habla de su obra, publicadas como Le retournement de gant. A raíz de estas charlas, se crea el movimiento "Nouvelle fiction" en 1992, dentro del cual publica varias novelas, entre ellas Le Dernier des hommes (1993), L'Enigme du Vatican (1995) et Stéphanie Phanistée (1997). En 2000 recibe el Grand Prix de littérature de la Société des Gens de Lettres por el conjunto de su obra, que estaba siendo reeditada por Fayard desde 1997.
En 2010, se organiza una retrospectiva de su obra gráfica en blanco y negro en la Mediateca de Rueil-Malmaison bajo el nombre de Cabale graphique. Ese mismo año, Ediciones Fayard publica su autobiografía bajo el título Réfugié de nulle part. Estas memorias describen, en particular, su infancia masacrada por la guerra, su adolescencia rebelde y los encuentros literarios que le permitieron escribir su obra, entre otros, con André Breton, Mircea Eliade, Henry Corbin, René Alleau, François Augiéras, Jean Paris y Antoine Faivre.
Su compañera, Marie-France Tristan, es la especialista francesa del poeta Giambattista Marino.
El conjunto de la obra de F. Tristan se puede consultar en el IMEC.
Sus obras principales son Les Égarés (Premio Goncourt de 1983), Le Singe égal du ciel, L'Enigme du Vatican, Stéphanie Phanistée y Réfugié de nulle part.

## Seudónimos
En su juventud, Frédérick utiliza el de Danielle Sarréra (L'Ostiaque, L'Anthrope), considerada durante largo tiempo una poetisa importante del siglo XX. Más tarde, utiliza el de Mary London, entre 1986 y 2001, para firmar una docena de novelas policíacas bajo el título general de Les Enquêtes de sir Malcolm Ivory.

## Novela en cuatro partes

### Cuentos iniciáticos chinos
- Le Singe égal du ciel, Bourgois, 1972; Fayard, 1994; Zulma, 2014.
- La Cendre et la Foudre, Balland, 1982,Fayard, 2003.
- La Chevauchée du vent, La Table Ronde,1991, Fayard, 2002.
- Les Succulentes Paroles de Maître Chù, Fayard, 2002.
- Tao, le haut voyage, Fayard, 2003.
- Le Chaudron chinois, Fayard, 2008.

### Historias fantásticas y maravillosas
- La Geste serpentine, La Différence, 1978 ; Fayard, 2003.
- Les Tribulations héroïques de Balthasar Kober, Balland, 1980 ; Fayard, 1999.
- L’Énigme du Vatican, Fayard, 1995.
- Stéphanie Phanistée, Fayard, 1997.
- Les Obsèques prodigieuses d'Abraham Radjec, Fayard, 2000
- Dieu, l'Univers et Madame Berthe, Fayard, 2002
- L’Amour pèlerin, Fayard, 2004
- Un infini singulier, Fayard, 2004
- Le Manège des fous, Fayard, 2005
- Dernières Nouvelles de l'Au-delà, Fayard, 2007
- Christos, enquête sur l'impossible, Fayard, 2009
- Brèves de rêves, cuentos cortos oníricos, Pierre-Guillaume de Roux, 2012.

### Imposturas de la historia
- Naissance d'un spectre, Bourgois, 1969, Fayard, 2000
- L’Ange dans la machine, La Table Ronde, 1990, Fayard, 1999
- Les Égarés, Premio Goncourt 1983, Balland 1983, Points-Seuil 1984, Fayard, 2000. En castellano, Los extraviados, Versal, 1984; Círculo de Lectores, 1985

### Los laberintos de la psique
- Le Dieu des mouches, Grasset, 1959, Fayard, 2001
- La Femme écarlate, Fallois, 1989, Fayard, 2008
- Le Dernier des hommes, Robert Laffont 1993, Fayard,2005
- Pique-nique chez Tiffany Warton, Fayard, 1998
- L’Aube du dernier jour, Fayard, 2002
- L’Enfant et le Cercle des bavards, Fayard, 2006
- Tarabisco, Fayard, 2010
- Les Impostures du réel, Le Passeur, 2013

## Poesía
Como poeta, ha escrito textos con el seudónimo de Danielle Sarréra: L'Ostiaque, L'Anthrope, 1951-1953 (Nouveau Commerce), y con su propio nombre  Passage de l'ombre (Recherches graphiques). Para La Finestra editrice ha publicado Encres et Écritures (2010). Ediciones de Cherche-Midi han publicado en 1992 algunos de sus poemas de juventud en L'Arbre à pain (1954).

## Ensayos
- Les Premières Images chrétiennes : du symbole à l'icône, Fayard 1996.
- Houng, les sociétés secrètes chinoises, Balland 1987, Fayard 2003.
- Le Monde à l'envers, Hachette-Massin 1980.
- L’Œil d'Hermès, Arthaud 1982.
- L’Anagramme du vide, Bayard 2005.
- Don Juan le révolté, Ecriture 2009.

En compañía de Jean-Luc Moreau, es el promotor de la «Nouvelle fiction».
Y sus memorias, Réfugié de nulle part, Fayard 2010.

### Colaboraciones
- L’Encyclopédie du compagnonnage, ed. du Rocher, 2000.
- La franc-maçonnerie, documents fondateurs, L'Herne, 1997.
- Thomas Mann (dir.), Cahier de l'Herne, 1970.
- Les Cahiers de l'hermétisme, col. A. Faivre, Henry Corbin, Mircea Eliade, Charles-Henri Puech, etc., éd. Albin Michel, 1968-1990.
- Livret des Tentations de saint Antoine, ópera, música de Marian Kouzan (creación Tours, 1992)
- Adaptación de El capote, de Nicolas Gogol, libreto de ópera, con música de Michael Lévinas (création Strasbourg, 2000)
- Adaptación teatral de la novela Le Singe égal du ciel, puesta en escena de Gil Galiot, 1999, Nanterre con participación del Théâtre de Pékin.